# スコットランド議会
スコットランド議会（スコットランドぎかい、英語: Scottish Parliament、スコットランド・ゲール語: Pàrlamaid na h-Alba、スコットランド語: The Scots Pairliament）は、スコットランドの首都エディンバラのホーリールードに置かれた、スコットランドの内政権を委譲された一院制の立法府である。非公式にホーリールードと呼ばれ、民主的に選出された129名のスコットランド議会議員で構成されている。議員は任期4年で、小選挙区比例代表連用制により選出される。73人が地理的に区分された選挙区から小選挙区制で選出され、さらにそれぞれ7人の議員を選出する8つの地区から比例代表制で合計56人を選出する。最近の総選挙は2021年5月6日に実施され、スコットランド国民党が過半数を獲得した。
もともとのスコットランド議会は、独立国であったスコットランド王国の立法府で、13世紀初めから1707年の連合法によってイングランド王国と合併してグレートブリテン王国を形成するまでの間存在した。イングランドとスコットランドの合併の結果として、スコットランド議会もイングランド議会と合併して、ロンドンのウェストミンスターに所在するグレートブリテン議会となった。
スコットランドの人々が議会設置に同意した1997年の住民投票を受けて、現在のスコットランド議会は1998年スコットランド法  により法律制定権の委譲を受けて設立された。この法律は、スコットランド議会の立法権限の範囲、つまり議会が法律を作ることのできる分野を規定している。この法律で明示された分野の立法権限はイギリスの議会に留保され、明示的に示された以外のすべての分野は自動的にスコットランド議会の責任範囲となる。イギリスの議会はスコットランド議会への委譲事項を修正する権限を保持し、スコットランド議会が法律を作ることのできる分野を広げたり狭めたりすることができる。スコットランド議会の最初の開催は1999年5月12日のことであった。

## 歴史
スコットランド王国とイングランド王国が合併した1707年連合法以前は、スコットランドには三部会として知られる独立した立法府が存在した。合併に関して当初スコットランド側は、立法権を委譲された議会をスコットランドに残すことを提案していたが、これはイングランド側の交渉者に受け入れられなかった。
その後300年にわたり、スコットランドはウェストミンスターのイギリス議会によって直接統治されてきた。スコットランド議会が存在しないことは、スコットランドにとってのナショナルアイデンティティーの重要な問題であり続けてきた。権限を委譲された議会の設立提案は1914年以前にすでになされていたが、第一次世界大戦の勃発により棚上げとなった。1960年代末にスコットランドのナショナリズムが大きな盛り上がりを見せ、自治か完全な独立を要求する動きが広まると、当時首相だった労働党のハロルド・ウィルソンとその内閣はイギリスの国制（Constitution of the UKすなわち連合王国の法的基本構成のこと。成文法としてのconstitutionは「憲法」と呼ばれる。イギリスの憲法を参照）について検討する王立憲法委員会を1969年に設置することになった。委員会の主要な目的の1つは、統一された連合王国の国家内で、よりスコットランドの自治を強められる方法を検討することであった。委員会は1973年に、直接選挙により選ばれスコットランド地域内のほとんどの問題について立法する権限のあるスコットランド議会を設置することを勧告する報告書を出した。
この頃、北海において北海油田が発見され、スコットランド国民党によりIt's Scotland's oilというキャンペーンが繰り広げられると、スコットランドの独立とスコットランド国民党への支持が高まることになった。スコットランド国民党は、北海油田からの利益はスコットランドに十分還元されていないと主張した。こうした一連の出来事により、ウィルソン首相は1974年に、何らかの立法の権限委譲を公約することになった。しかし、1978年まで最終的なスコットランド議会の立法権に関する提案がイギリス議会を通過することはなかった。1978年スコットランド法の規定では、1979年3月1日に実施される住民投票においてスコットランドの有権者の過半数が賛同すれば、エディンバラに公選制の議会を設置することになっていた。この住民投票では、投じられた票の52%が賛成であった一方で投票率は63.6%であり、可決に必要であった有権者総数の40%の賛成が得られなかったため、権限委譲されたスコットランド議会の設立は否決された。
1980年代から1990年代を通じて、スコットランド議会を望む意見は高まっていったが、これは部分的には、スコットランドでは保守党の議員をほとんど選出していなかったにもかかわらず、イギリスの政権はこの時期ずっと保守党であったためであった。1979年の住民投票での否決の結果として、スコットランド議会期成同盟が圧力団体として結成され、1989年には宗教団体、政党、産業界の代表などが参加するスコットランド憲法制定会議が設立された。この団体は1995年に権限委譲の詳細な計画案を公表し、スコットランド議会の構成の基礎を提供した。
権限委譲は、1997年5月にトニー・ブレアの下で政権を取った労働党の政策要綱の一部となった。1997年9月、スコットランドの有権者による住民投票で、課税決定権のある新しいスコットランド議会をエディンバラに設立することが過半数の賛同を確保した。議会の選挙は1999年5月6日に実施され、同年7月1日に権限がウェストミンスターのイギリス議会から新しいスコットランド議会へ委譲された。

## 議事堂

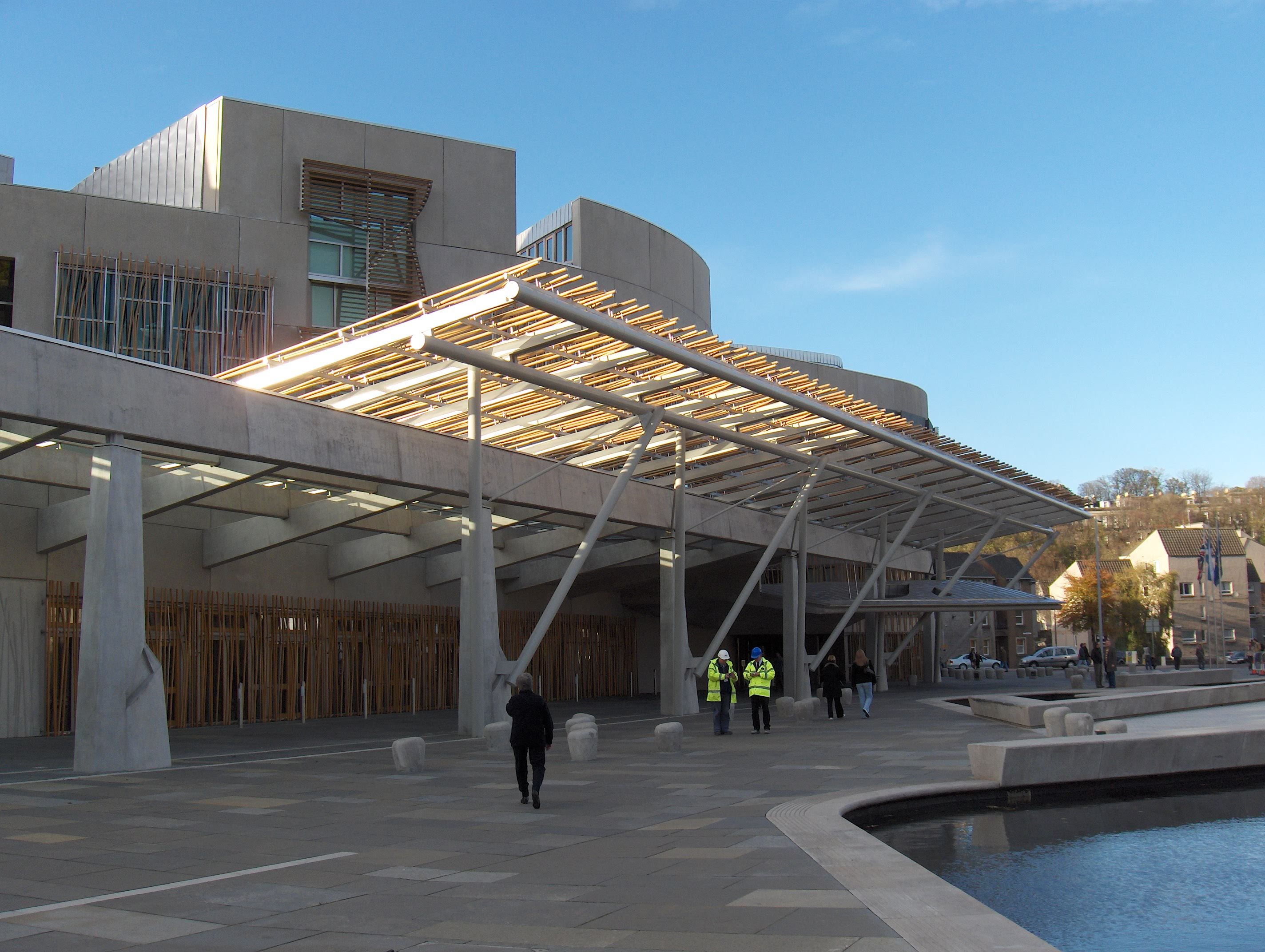
2004年10月に開館したスコットランド議会議事堂の一般入口

2004年9月から、スコットランド議会の公式の所在地はエディンバラのホーリールード地区にある、スコットランド議会議事堂に置かれている。スペインのカタルーニャ州出身の建築家、エンリック・ミラージェスの設計によるもので、葉っぱの形をした建物、ガラスの天井を持った張り出し部分が隣接する公園へとつながる構造、かつての建物の石で形成された蛇籠の壁などを主な特徴としている。建物中に何度も現れるモチーフがあり、たとえばヘンリー・レイバーンの「スケートをする牧師」といったものが用いられている。いらか段のついた妻側やボートをひっくり返した形の天窓を備えたガーデンロビーなどがこの独特の建物を仕上げている。エリザベス2世の臨席で、この新しい建物は2004年10月9日に開館した。
2006年3月、屋根の梁が支持物から抜け落ちて、議論中の議員席の上にぶらさがった状態になるという事態があった。これにより議場は閉鎖となり、検査が行われる間議員は1週間に渡ってザ・ハブへ移った。修理の間、すべての議場の業務は議会の委員会室で行われた。

### 1999年から2004年までの一時的な議事堂
ホーリールードの議事堂が建設中の間、エディンバラのロイヤル・マイルにあるスコットランド国教会の総会堂に仮議事堂が置かれていた。公式の写真撮影やテレビのインタビューは、総会堂に隣接する中庭で行われていた。この中庭は、エディンバラ大学の神学科の一部でもある。スコットランド国教会の総会開催のために、この建物は2回明け渡された。2000年5月には一時的に、かつてのストラスクライド地方議会のグラスゴーにある議場に、2002年5月にはアバディーン大学に議会が移転した。
スコットランド国教会総会堂に加えて、エディンバラ市議会から借りた建物も使用していた。ジョージ4世橋にあるかつてのロージアン地方議会管理ビルの建物は、議員の事務所として使われていた。2004年のホーリールードへの移転後、この建物は解体された。議会広場、ハイ・ストリート、ジョージ4世橋に面して、当初は1975年以前のミッドロージアン地方議会本部として建設された、ミッドロージアン議会ビルは、議会への訪問客の受け入れ所と売店として使われ、またそのメインホールは議会の委員会室として使用されていた。

## 議長
スコットランド議会の選挙が行われた後、各議会の会期始めに、議員の中から議長1人と副議長2人が選出される。議長と副議長は、129名のスコットランド議会議員による秘密投票で選出されるが、これはスコットランド議会において実施される唯一の秘密投票である。議長の主な役割は、議場における議事進行を司会し、スコットランド議会機関の代表を務めることである。議会の議事を司会するときには、議長と副議長は政治的に不偏でなければならない。議事の際には、議長または副議長は議会職員に補佐される。投票係員は議長の前に座り、電子投票機と議場の時計を管理している。
スコットランド議会機関の一員として議長は、議会が効率的に運営され、その運営に必要とされる職員・財産・資源を有するように保証することに責任を負っている。議事の時間と議題を設定する議会事務局を召集することも、議長の職務である。議会規則により、議会事務局は議長と、議会に5議席以上の議席を有する各政党から1人ずつの代表で構成されている。事務局の職務としては、議事日程の合意、議会の委員会の人数・付託事項・構成議員などの設定、法案の議会通過の調整などがある。また議長は内外でスコットランド議会を公式に代表する。
議長は議員に発言を求めることで議事を運営する。法律あるいは議会規則に違反していると議員が考えたときには、いかなる議論にも提案にも基づかない議事進行を議長がしているとして、議事進行への異議を出すことができる。また議長は、議会の規則に反した議員を懲戒することができる。
スコットランド自治政府で議会に関する業務を運営する職務を負うのは、議会担当相である。議会担当相はスコットランド自治政府首相によって任命される閣外大臣であり、内閣の一員ではない。

## 議場

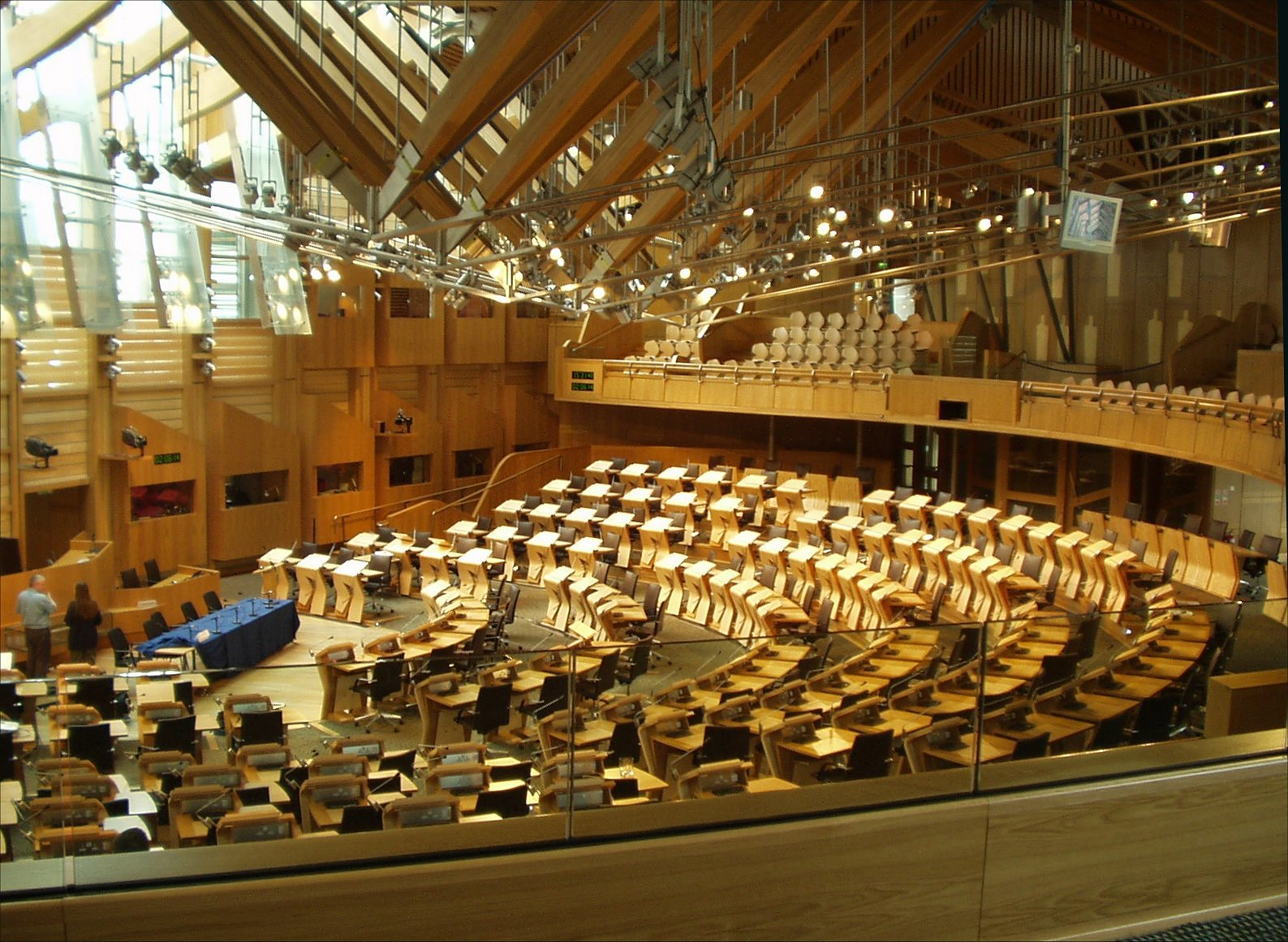
議場における席の配置は扇形になっており、大臣は議長と議会職員の席の真向かいにあたる、前方の議席に座る

スコットランド議会の議場は半円形の座席配置になっており、これは選出された議員の間での合意を推進しようとする考えを反映したものである。議場には131の席がある。この合計131の席のうち、129には選出された議員が座り、残りの2つにはスコットランドの法務官である法務総裁と法務次長が座る。この2人は議会の議員ではないが、スコットランド自治政府の一員である。これらの法務官は本会議に出席して発言することはできるが、選出された議員ではないので投票することはできない。議員は議場のどこにでも座ることができるが、一般的には政党別のグループに分かれて座る。スコットランド自治政府の首相・大臣・法務官は議場中央の前列に座る。議会で最大多数の政党は中央付近に座り、野党は両脇に座る。議長と議会職員は議場前部で議員に相対して座る。
議長の机の前には議会を象徴するメイス（鎚矛）が置かれており、これは銀で作られスコットランドの川で抽出された金により知識 (wisdom)・慈悲 (compassion)・正義 (justice)・誠実 (integrity)の文字がはめ込まれている。またスコットランド法の最初の言葉である「スコットランド議会を設置する」(There shall be a Scottish Parliament) という言葉が矛の先端に掘り込まれている。このメイスは議会において公的に象徴的な役割を持っており、法を制定することのできる議会の権威を強化している。このメイスは、1999年7月の公式なスコットランド議会の設置に際して女王から渡されたもので、ガラスのケースに入れられ蓋から吊り下げた状態で展示されている。各議会の会期始めに蓋をひっくり返してメイスがガラスの外に出され、議会の本会議が開かれていることをあらわす。

## 議事

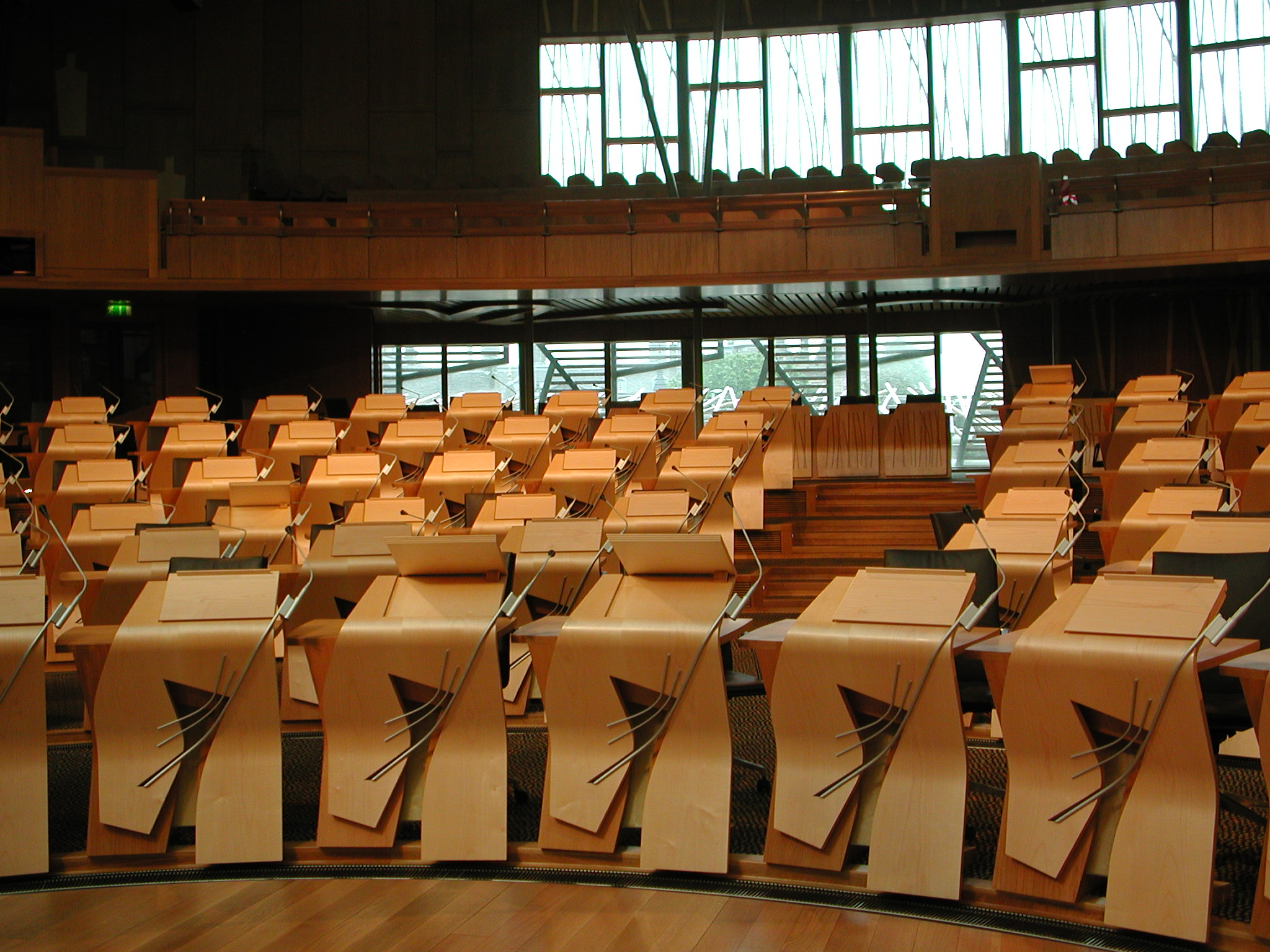
議員の机には投票結果を記録する電子投票機が備えられている。採決は会期中17時から開催される

議会は通常、1月初めから6月終わりまでと、9月初めから12月中ごろまでの、火曜日・水曜日・木曜日に開催される。ただし4月と10月に2週間の休会がある。議場での本会議は通常、水曜日の14時から18時までと、木曜日の9時15分から18時まで開かれる。議場での議論と委員会は公開されている。入場は無料であるが、場所の制約の関係上事前の予約が推奨されている。議会の内容は、議会独自のチャンネルHolyrood.tvと英国放送協会 (BBC) の議会チャンネルで放送されている。議事は紙文献およびオンラインで、また公式報告でも記録され、これは議会での議論をそのまま収録したものである。
水曜日の最初の議事日程は「熟考の時間」(Time for Reflection) で、ここでは演説者が議員に対して4分までの演説を行って、信仰の問題についての観点を共有する。これは「祈祷」(Prayers) と呼ばれるイギリス議会庶民院の最初の議事日程と対比される。演説者はスコットランドにおける国勢調査による宗教の比率を反映して選ばれ、スコットランド中から招かれる。このように議会で演説するための招待は、議会事務局の助言の下に議長によって決定される。宗教団体は演説者を推薦するために議長に直接説明することができる。
議長、あるいは副議長は、議場での議事に際して誰がどれだけの時間を演説できるかを決定する。通常議長は、演説する議員を選ぶに際して異なる観点や政党に属する人のバランスを取るようにする。典型的には大臣または政党の党首が議論を開始し、この人には5分から20分の間の演説時間が与えられる。それ以降の発言者にはこれより短い発言時間が与えられる。より多くの議員が議論に参加しようとしているときには、議長は1人の発言時間を短縮することができる。議論は他の多くの議会制度に比べてもくだけたものとなっている。議員はお互いを、内閣の大臣名や選出された選挙区名などではなく、直接名前で呼び合う。また拍手が許されている。議場での演説は通常英語でなされるが、スコットランド語やスコットランド・ゲール語を使うこともでき、議長の承認があれば他のどのような言語を使うこともできる。スコットランド議会で実際にゲール語での議論が行われたこともある。
議会が開催される各日の、通常は17時に、議員はその日提案されたすべての動議と修正案について採決を行う。この採決の時間 (Decision Time) の前には採決を知らせる鐘が鳴らされ、議会の敷地中に響き渡って、議場にいない議員にも議場に戻って投票するように促す。採決に際しては、議長は動議または修正案の名前とその提案者を読み上げ、"Are we all agreed?"（皆さん同意しますか?）と聞き、まず議場から口頭での投票が行われる。もし異議があるようであれば、議長は"There will be a division"（採決を行います）と告げ、議員は各机に備えられた電子投票機を使った投票を行う。各議員はマイクロチップを搭載した一意なアクセスカードを持っており、これがコンソールに挿入されると認識されて、投票できる状態となる。これにより採決の結果は瞬時に分かるようになっている。
各政党は通常、投票の方針を事前に議員に指示しているので、ほとんどの投票結果は事前に予測できる。政党は、所属議員に方針に従って投票させるために、何名かの議員を院内監事として任命している。議員は、所属政党において高い政治的地位に就くことが難しくなるため、党の指示に反する投票をしようとはしない。指示に反した議員は、次回以降の選挙において党の公認候補として選んでもらえなくなることがあり、さらに厳しい場合には党から追放されることもある。このため、多くの議会制度と同様に、スコットランド議会の議員の独立性は低い傾向にあり、党の方針に不満がある議員による造反は珍しい。しかし、場合によっては党が自由投票を指示することもあり、各議員が自分の思うとおりに投票できることがある。これは特に道徳問題についてこのような措置が採られる。
採決のすぐ後に議員討議 (Members Debate) が45分間にわたって実施される。ここでは、スコットランド自治政府の大臣ではない議員が提案した動議について議論が行われる。こうした動議は、特定の地域、たとえばその議員の選出選挙区に利害のある問題であったり、まもなく開かれる、あるいはかつて開かれた出来事に関してのものであったり、その他この時間でなければ公式に議会で時間が与えられないような問題についてのものである。提案者だけでなく、他の議員もこの議論に貢献する。他のすべての演説者が発言した後に、議論や動議に関連する部署を所管する大臣が議論を締めくくる。

## 委員会

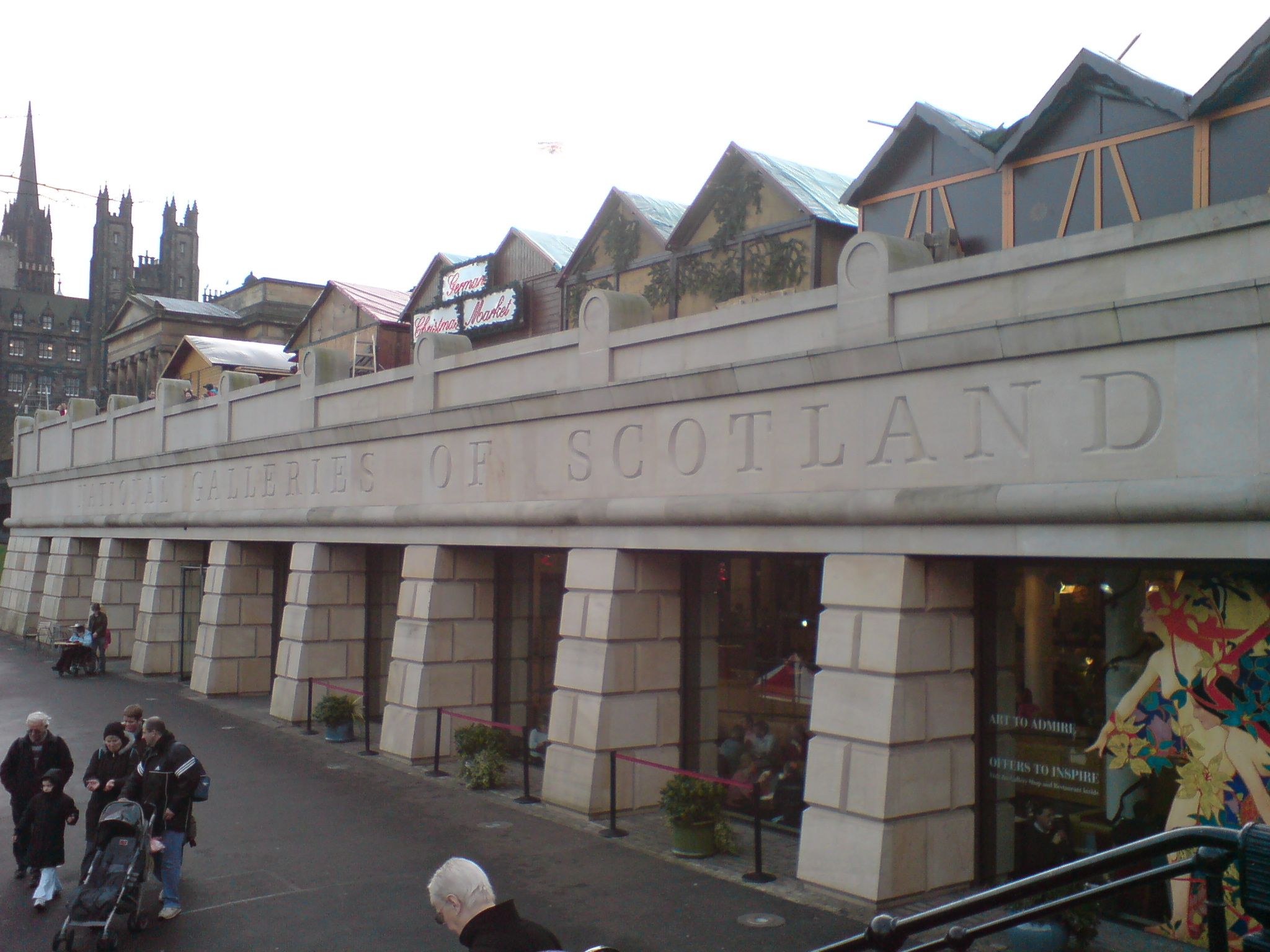
個別法案委員会 (Private Bill Committee) は、主な公営企業のインフラストラクチャーに関するプロジェクトで立法を要するものを取り扱うために設置されている。たとえば2003年のスコットランド国立美術館の地下道延長などである

スコットランド議会の業務の多くは委員会で行われている。役職を持たない議員が政府の監視に果たす役割を強める手段として、また上院がないことの代わりとして、スコットランド議会における委員会の役割は、他の議会制度に比べて重要である。スコットランド議会における委員会の主な役割は、調査を行い、法律を精査し、政府の責任を問うことである。委員会の会合は、議会が開催されている期間の火曜日の全日と水曜日の午前中に開かれる。委員会はまたスコットランド内の他の場所で開かれることもある。
各委員会は、議会における政党間のバランスを反映した少数の議員で構成される。委員会の中には、異なる方法でその機能を定められたものがある。必須委員会 (Mandatory Committee) はスコットランド議会の議院規則で設置された委員会で、議院規則がその付託事項と議事進行を定めている。現在のスコットランド議会の必須委員会は、公監査、機会均等、ヨーロッパおよび外交関係、財務、請願、倫理、公職任命、委任立法がある。
主題委員会 (Subject Committee) は、各議会会期の冒頭に設置され、こちらもまた議会における各政党のバランスを反映して委員が選ばれる。典型的には、各委員会は1つかそれ以上のスコットランド自治政府の部局に対応する。現在の主題委員会は、経済、エネルギーおよび観光、教育、生涯学習および文化、健康およびスポーツ、司法、地方政府および委員会、農林および環境、スコットランド議会年金制度、運輸、インフラストラクチャーおよび気候変動である。
もう1つの委員会の種類としては、スコットランド議会やスコットランド自治政府以外の外部の団体や主導者がスコットランド議会に対して提出した個別法案を精査するために設置されるものがある。個別法案は通常は、土地や資産の利用を必要とするようなインフラストラクチャーのプロジェクトなど、大規模開発プロジェクトに関連している。個別法案委員会は、エディンバラ・トラム、グラスゴー空港レールリンク、アードリー＝バスゲートレールリンク、スコットランド国立美術館への地下道延長などの開発プロジェクトに関する問題の立法を検討するために設立されている。

## 立法機能

### 成立と権限
スコットランド議会は法を制定し、限られた範囲で税金を変更する権限を持つ。また、スコットランド政府を監督するというもう1つの役割も有する。
スコットランド議会の機能と役割を規定し、その立法権限の範囲を定めているのは、イギリス議会通過後の1998年11月19日にエリザベス2世の女王裁可を得た「1998年スコットランド法」である。スコットランドにおける最高の立法権限は、議会主権のために、ウェストミンスターのイギリス議会が保持し続けるが、スコットランド法の条件により、イギリス議会はスコットランドにおける内政に関する責任の一部を、新しく直接選挙されるスコットランド議会に委譲することになった。このような事項は「委譲事項」(devolved matters) と呼ばれており、こうした事項について、スコットランド法ではスコットランド議会が議員立法を通すことを可能としている。一方で、ある程度の国内事項と外交のすべてに関しては、ウェストミンスターのイギリス議会が権限を保持している（留保事項）。
委譲事項は、スコットランド法の第5表で留保事項として明示的に示されているもの以外すべてで、農業、漁業、林業、経済開発、教育、環境、食品規格、健康、内務、スコットランド法（司法）、警察、消防、地方自治、スポーツ、芸術、運輸、訓練、観光、研究、統計、社会福祉などがある。スコットランド議会はまた、所得税を1ポンド当たり3ペンスまで変更する権限を持っている。
スコットランド議会の立法権限の範囲外にある事項は、留保事項となっている。留保事項には、人工妊娠中絶、放送政策、公務員、イギリス製品およびサービスの共通市場、憲法、電力、石炭、石油、ガス、原子力、防衛および国家安全保障、麻薬政策、雇用、外交政策、ヨーロッパ関係、運輸安全規制に関する大半の事項、宝くじ、国境警備、社会保障、イギリスの財務・経済・通貨システムの安定が含まれる。留保事項に関する立法権限はウェストミンスターのイギリス議会にあり、また行政権限もイギリス政府とその大臣にある。
スコットランド議会においては、議員ではない一般人が議会に参加する方法が2つあり、これはイギリス議会にはない制度である。1つは公衆請願であり、もう1つは関連する一般人が参加・出席する政策事項に関する会議における超党派グループである。スコットランド議会は、イギリス議会の留保事項も含めていかなることでも議論することはできるが、立法権限外にある問題については立法することができない。

### 法案

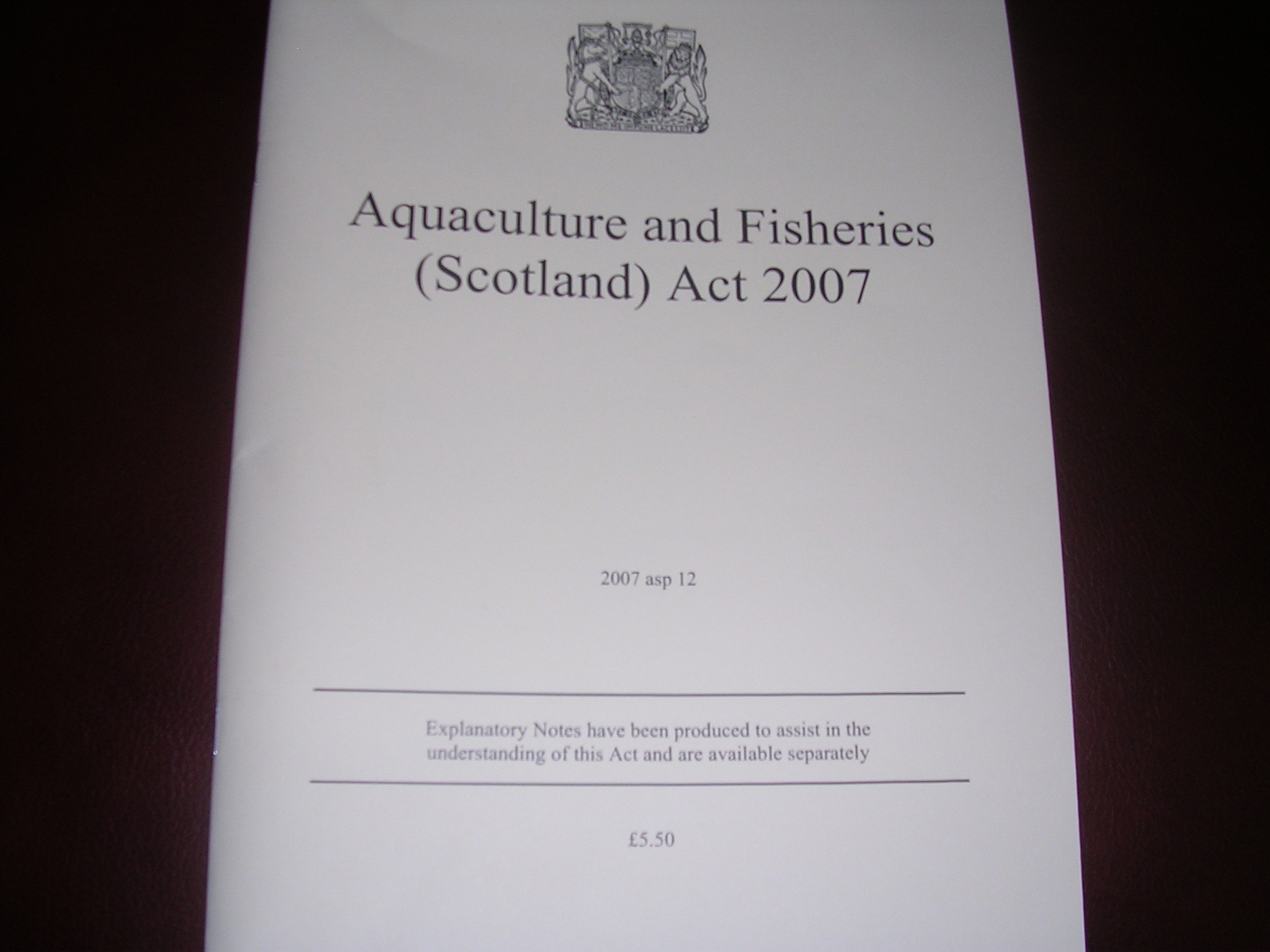
法案がすべての立法手順を通過すると、スコットランド議会の法となる

委譲事項に関してスコットランド議会は法律を制定できることから、立法手順は議会に提出された法案から始まる。
法案を議会に提出する方法はたくさんある。スコットランド自治政府は新しい法律や既存の法律の修正案を法案として提出できる。議会の委員会はその付託分野における法案を提出できる。また議員個人としても法案を提出できる。個別法案は外部の提案者から議会に提出できる。ほとんどの法案は、与党の大臣が提出する政府法案である。法案は議会でいくつかの段階を通過する。
第1段階は、法案の導入段階で、大臣またはその法案を担当する議員が公式に議会に対して法案を関連文書と共に提出する。関連文書は、その法案の背景となる政策を記した政策覚書と、法案に関連する支出増大または削減を記した財務覚書である。また議長と法案を担当する議員からの、その法案がスコットランド議会の立法権限の範疇であることを示す説明書も提出される。第1段階は通常まず関連する1つあるいは複数の委員会で始まり、それから法案の一般原則に関して議場での議論を行うために本会議に提出される。もし本会議の採決で法案の一般原則が承認されると、法案は第2段階へ進む。
第2段階のすべては通常、関連委員会内で実施され、委員により法案に対する修正が提案される。この段階では、法案は詳細に検討される。一部の法案と緊急法案のすべては、議場において議会全体による委員会によって詳細に検討され、この場合議長は委員会の委員長としての職責を果たす。
第3段階は法案の最後の段階で、議会全体の会合で検討される。この段階は、一般討論による法案の修正検討と、法案に対する最終的な採決の2つの部分から構成される。
法案が議会を通過すると、議長は女王裁可を得るために法案を女王に提出し、スコットランド議会の法となる。しかし議長が法案を女王に提出できるのは4週間後で、この間にスコットランド自治政府またはイギリス政府の法務官が枢密院司法委員会に対して、この法案が議会の権限の範疇であるかどうかを諮問することができる。スコットランド議会の法は、伝統的な制定条項（法の冒頭にある決まり文句）で始まっているわけではない。その代わりに"The Bill for this Act of the Scottish Parliament was passed by the Parliament on [Date] and received Royal Assent on [Date]"（このスコットランド議会法の法案は議会を○日に通過し、○日に女王裁可を得た）という言葉で始まる。

## 政府の監督
スコットランド議会において多数を占める政党が、スコットランド政府を構成する。他の多くの議会制度とは対照的なことに、スコットランド議会は総選挙後、各会期の最初に多くの候補者の中から首相を選挙する。議員は誰でも首相候補になることができ、議会全員での選挙が行われる。通常、最大多数の政党の党首が首相として選出される。理論的には、議会はスコットランド自治政府を構成し内閣の一員となる大臣も選挙するが、実際には大臣は首相によって指名されている。内閣の一員ではない閣外大臣も、その分野で大臣を補佐するために選出される。ほとんどの大臣・閣外大臣は議員の中から選ばれるが、スコットランドの法務官である法務総裁と法務次長は例外である。首相は大臣を選び、またいつでも罷免することができるが、公式には指名と罷免は主権によってなされる。
スコットランド議会が自治政府を監督する方法がいくつかある。首相と大臣は、議員の質問に応じて議会に対して説明を行う。たとえば、各議会年度の始まりに、首相はその年度における政府の立法予定を明らかにした声明を議会において発表する。声明が発表された後、野党の党首やその他の議員が声明の内容に関連する問題について首相に対して質問を行う。
また、議場における質問時間も確保される。「一般質問時間」(General Question Time) は火曜日の11時40分から12時までの間に開かれ、スコットランド自治政府の誰に対してでも、議員が直接質問をすることができる。14時30分からは、40分にわたってある主題を設定した質問時間 (Question Time) が開かれ、その日の質問対象として選ばれた、たとえば健康と司法、あるいは教育と交通といった部局の大臣に対して議員が質問をすることができる。議会の会期中火曜日の12時から12時30分には首相質問時間が開かれる。この時間に議員は、首相の管轄事項に関する問題を直接首相に対して質問することができる。野党の党首はまず首相に対して一般質問を行い、それから補足質問を行う。これが、それに続けて首相に対してあらゆる問題について補足質問を行う人にとっての前置きとなる。野党の党首が行う4つの一般質問は、以下のようなものがある。
- その日の以後の予定。
- 次にいつイギリスの首相に会う予定で、どのような問題について議論する予定であるか。
- 次にいつスコットランド大臣に会う予定で、どのような問題について議論する予定であるか。
- 次のスコットランド自治政府の閣議においてどのような問題について議論する予定であるか。

一般質問、主題質問、首相質問において質問しようとする議員は、事前に議会職員に申し出なければならず、議長によって選考が行われる。質問は書面で議員から大臣に提出されることもある。質問と答弁は公式報告書として出版される。

## 議員・選挙区・選挙制度
1998年スコットランド法では、スコットランド議会通常総選挙は4年ごとに5月の第1木曜日に実施されることになっている。これまでは1999年、2003年、2007年、2011年に実施されている。選挙の日付は議長の提案に基づき女王が最大で1か月まで前後させることができる。議会の3分の2の賛成で議会自らが解散を決定した場合、または総選挙や首相の座が空席になった後28日以内に首相を選ぶことができなかった場合、議長は臨時総選挙の日程を提案し、女王の宣言によって議会が解散される。通常総選挙の予定日から6か月以内に実施される場合を除き、臨時総選挙は通常総選挙とは別に行われる。通常総選挙の予定日から6か月以内であった場合は、通常総選挙の代わりに臨時総選挙が行われる。それ以降の通常総選挙は、元通り1999年から4年おきの年の5月第1木曜日に戻される。
スコットランド議会の選挙は、イギリスにおいて小選挙区比例代表連用制を採用した最初のものである。この方式では有権者は、1票を特定の候補者に、もう1票を政党に投票する。
129人の議員のうち、73人は小選挙区制によって選ばれ、「選挙区議員」(Constituency MSPs) と呼ばれる。有権者はその選挙区を代表するにふさわしい候補者を1人選んで投票し、もっとも多くの票を集めた候補者がその選挙区の議員として選ばれる。2005年にイギリス議会のスコットランドにおける議員定数が削減される前は、スコットランド議会の73の選挙区はスコットランドにおけるイギリス議会の選挙区と同じ区割りであったが、オークニー諸島とシェトランド諸島が例外で、それぞれがスコットランド議会議員を1人ずつ選んでいた。現在は、1つのスコットランド議会選挙区には平均すると55,000人の有権者がいる。スコットランドにおける地理的な人口分布のために、スコットランドの人口の多くが住む中央低地では選挙区は小さく、人口密度の小さな北部および西部ではかなり大きな選挙区となっている。オークニー諸島、シェトランド諸島、アウター・ヘブリディーズなどの島嶼部の選挙区は、人口が分散していることとエディンバラのスコットランド議会からの距離が離れていることから、かなり少ない有権者しかいない。選挙区議員が辞職すると、その選挙区において補欠選挙が行われ、小選挙区制により再度1人が選出される。
残りの56人は「比例代表議員」(List MSPs) と呼ばれ、選挙区における選挙結果の歪みを補正して、最終的な結果がより有権者の意思に比例する形になるようにするために、比例代表制によって選出される。8つの選挙地区からそれぞれ7人ずつの比例代表議員が選ばれる。小選挙区制の選挙区は、それぞれの選挙地区の下位区分となっている。
- ハイランド及び島嶼部（英語版）
- 北東スコットランド（英語版）
- 中部スコットランド及びファイフ（英語版）
- 西部スコットランド（英語版）
- グラスゴー（英語版）
- 中央スコットランド（英語版）
- 南部スコットランド（英語版）
- ロージアン（英語版）

各政党は各選挙地区に立候補する候補者名簿を作成し、この中から比例代表議員が選ばれる。比例代表議員が辞任すると、辞任した議員の所属政党で名簿順位が次の人物が議席を得る。
政党に割り当てられる議席数は、投じられた票数に比例するようにドント方式によって割り当てられる。たとえば、比例代表で最初の議席を得る候補者を決定するためには、各政党に投じられた票数をその地区の小選挙区においてその政党が獲得した議席数に1を足した値で割る。この値が最も大きな政党が議席を得て、この政党のその選挙地区における獲得議席数を1増やした状態で2人目の議席を割り当てる計算を同じく行う。すべての議席が決定するまでこの方式が繰り返される。
イギリス議会庶民院と同様に、スコットランド議会議員になるためには多くの制約がある。こうした制約は、1975年庶民院資格剥奪法と1981年イギリス国籍法によって導入された。具体的には、議員は18歳以上でなければならず、イギリス・アイルランド・イギリス連邦諸国・イギリス海外領土の国民であるか、欧州連合諸国の国民でイギリスに住んでいなければならない。警察官と軍人はスコットランド議会議員になることができず、また同様に公務員と外国において議員であるものもスコットランド議会議員になることができない。1983年精神保健法 の基準で精神状態に問題があると診断されたものは、議員になることができない。

## 選挙

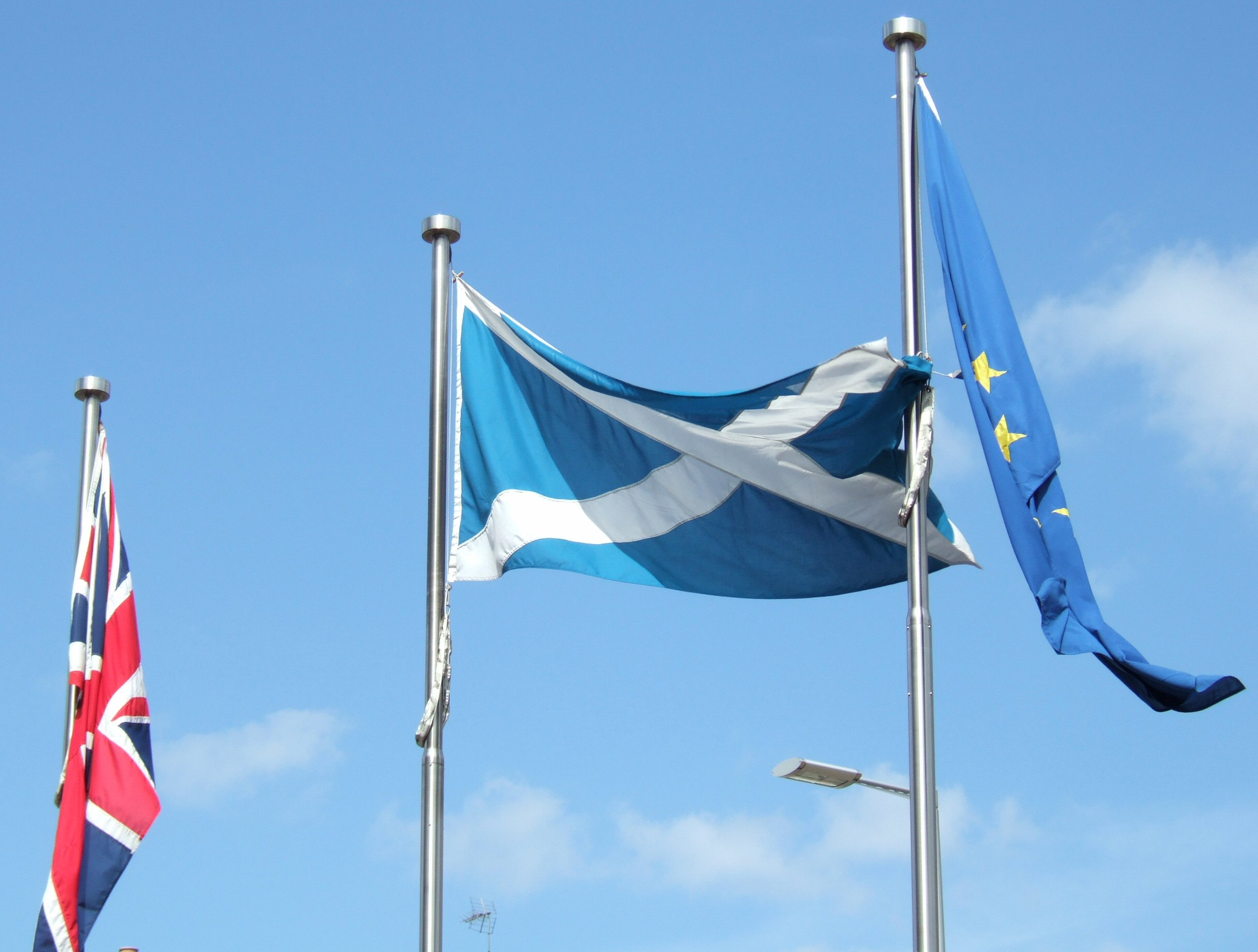
スコットランド議会の外にはためくイギリスの国旗・スコットランドの国旗・欧州旗

スコットランド議会の発足以来2021年までに、1999年、2003年、2007年、2011年、2016年、2021年の6回の選挙が行われている。
最新の選挙は2021年5月6日に施行された。1998年スコットランド法によれば、スコットランド議会の総選挙は普通、前回の総選挙から4年後の5月の最初の木曜日に実施されることになっており、これによれば2020年5月に実施されるはずであった。この日程では、イギリスの総選挙と日程がぶつかる見込みであったが、2017年イギリス総選挙が早期に実施されたため日程衝突は回避された。2015年11月にスコットランド政府はスコットランド選挙（日程）法を発表し、議会の任期を5年に延長することを提案した。この法律は2016年2月15日にスコットランド議会を通過し、女王裁可を2016年3月30日に得て、新しい選挙日程を2021年5月6日とした。

イギリスにおけるすべての選挙と同様に、適格なイギリス連邦諸国民には選挙権がある。しかしながら他の多くのイギリスの選挙とは異なり、イギリス連邦諸国ではない欧州連合諸国の国民で、スコットランドに住んでいるものは、スコットランド議会議院選挙の投票権がある。しかし、スコットランドに有権者登録している海外居住者には投票権がない。2016年の選挙から、スコットランド議会選挙への投票権は16歳以上に拡大された。

## 批判
スコットランド自治政府首相であったドナルド・デュワーが在職中に死去し、さらに後任のヘンリー・マクリーシュが事務費問題によって辞職すると、議会は論争に巻き込まれることになった。

### スコットランド独立問題
1997年のイギリス総選挙以前によく見られた、スコットランド議会についての主に保守党からの反対意見は、それはスコットランド独立につながる危険なもので、独立派のスコットランド国民党に権力を与えるものだというものだった。その時点で1707年連合法により2国が連合してから300年経っていなかったのであるが、1997年5月までイギリスの首相を務めた保守党のジョン・メージャーは、スコットランド議会は「1000年に及ぶイギリスの歴史」の終焉をもたらすと主張した。同様に連合主義者である労働党はこれに対して、権限委譲はスコットランド国民党を弱体化させ、自治を長く望んできたスコットランド人に対する救済策となると主張して、これに反論した。

### ウェスト・ロージアン問題
スコットランド議会設立に伴うさらなる手続き上の問題として、イギリス議会の庶民院に選出されたスコットランド出身の議員は、イングランドやウェールズ、北アイルランドにだけ適用される立法に引き続き票を投じることができるのに、イングランド・スコットランド・ウェールズ・北アイルランド出身のイギリス議会の議員はスコットランド議会の立法に対して投票することができないという問題がある。この変則性は、最初に問題を提起した議員の出身選挙区名からウェスト・ロージアン問題として知られ、批判を受けることになった。

### 費用
新しい議会議事堂を建設する費用が高騰したことは、広く批判を招くことになった。ミラレスの設計した新しいスコットランド議会議事堂は2004年9月7日に3年遅れで使用開始された。最終的な費用は4億3100万ポンドと見積もられた。1997年の白書では、新議事堂の建設費用は4000万ポンドと見積もっていたが、これは長らく想定されていたようにオールド・ロイヤル・ハイスクールの建物を使用することを前提にしたものであった。権限委譲の住民投票後、すぐにこの建物は多くの議会の議場に比べて小さく、議会に使用するには完全に不適切であると発表され、新しい場所に新しい建物を建設する交渉が始められた。批判的なメディアや政治家は、最終的な建物は予算を10倍も超過したと非難している。ミラレスの設計した建物は実は、場所を大きく拡大する前は1億900万ポンドであった。
スコットランド議会議事堂の予算超過により、大きなインフラストラクチャーや建物のプロジェクトを管理する自治政府の能力への大衆からの信頼はさらに損なわれることになった。結果として、最終的な議事堂の4億3100万ポンドの費用は、他のプロジェクト、たとえばイギリス議会の新しい事務所用建物であるポートカリス・ハウスが、200人の議員で使用するのに対して、1億ポンドの青銅製外装を含めて2億5000万ポンドであったことや、2億5000万ポンドかかったドイツの国会議事堂再開発、4000万ポンドかかったエディンバラ国際会議センターの開発、8億ポンド掛かったミレニアム・ドームの建設などと比較されることになった。
フレイザー卿の2004年9月15日の調査報告によれば、費用が膨れ上がった主な要因は物資調達ルート選択にあるとし、2億7000万ポンドの価値のある建物に4億3100万ポンドを費やすことになって、1億8100万ポンドの無駄が出たとしている。報告では、ドナルド・デュワーにはいかなる責任もないとしている。建物の費用問題は、これまでに議会が通してきたいかなる法律よりも、議論の的であり続けている。